# محمد ديب زيتون
محمد ديب زيتون هو عسكري سوري، ورئيس مكتب الأمن الوطني بحزب البعث منذ 9 يوليو 2019. وكان سابقًا رئيس شعبة الأمن السياسي، في المخابرات السورية، ورئيسًا للمخابرات العامة السورية. وُلد في منطقة القلمون. وهو من الطائفة السنية وكان سابقًا، مدير جهاز أمن الدولة السوري. يُعتبر زيتون أحد الأعضاء البارزين في خلية إدارة الأزمة السورية، التي تشكلت في عام 2011، وقد نجى من محاولة اغتيال، أثناء تفجير مبنى الأمن القومي السوري عام 2012. كان لزيتون دور بارز في إتمام كثير من الهدن أثناء الحرب الأهلية السورية، وخاصة هدنة حمص، والتي أفضت إلى خروج آخر مقاتلي المعارضة السورية من أحياء حمص القديمة. أوكل لزيتون مهمة اقتحام حي باب عمرو بعد محاصرته لوقت طويل، في فبراير 2012.